# У име народа
«У име народа» (латиницей U ime naroda, с серб. — «Во имя народа») — первый концертный альбом югославской рок-группы «Рибља чорба». Записан в Белграде 11 апреля 1982 года. Название альбома — отсылка к борьбе лидера группы Боры Джорджевича с югославской цензурой, вызванной скандалом вокруг песни «На западу ништа ново».
Альбом разошёлся тиражом свыше 160 000 копий, став самым успешным концертным альбомом в истории югославского рока. В 1998 году альбом был назван восемьдесят пятым в списке 100 лучших альбомов югославской рок-музыки.

## Список композиций
Сторона А
1. «Видиш да сам гадан, кад сам тебе гладан» (Р. Койич, Б. Джорджевич) – 3:14
2. «Превара» (М. Алексич, М. Милатович, Б. Джорджевич) – 3:35
3. «Егоиста»/«Остаћу слободан» (Б. Джорджевич / М. Алексич, Б. Джорджевич) – 5:18
4. «Два динара, друже» (М. Баягич, Б. Джорджевич) – 5:46
5. «Немој срећо, немој данас» (М. Баягич, Б. Джорджевич) – 4:10

Сторона Б
1. «Ево ти за такси» (М. Баягич, Б. Джорджевич) – 3:27
2. «Остани ђубре до краја» (М. Алексич, Б. Джорджевич) – 5:57
3. «Ветар дува, дува, дува» (Б. Джорджевич) – 1:44
4. «Лутка са насловне стране» (Б. Джорджевич) – 4:32
5. «Нећу да испаднем животиња» (Б. Джорджевич) – 3:52
6. «Волим, волим, волим жене» (Б. Джорджевич) – 3:30

## Музыканты
- Бора Джорджевич — вокал
- Райко Койич — гитара
- Момчило Баягич — гитара
- Миша Алексич — бас-гитара
- Вицко Милатович — ударные